# La virgen de la lujuria
La virgen de la lujuria es una película mexicana de drama estrenada en 2006 y dirigida por Arturo Ripstein.

## Sinopsis
La historia transcurre en el Veracruz de los años 1940s en México. Ignacio Jurado El Mikado es un mesero del Café Ofelia con costumbres solitarias que no hace otra cosa que trabajar para subsistir y apreciar su colección de fotos pornográficas que heredó de un antiguo cliente. Un día se topa con Lola, una prostituta española con características psicológicas que complementarán las del tímido y sumiso Ignacio. Poco a poco Ignacio va perdiendo más y más la cabeza por Lola, que no hace más que tratarlo mal y restregarle que su corazón pertenece a un luchador enmascarado con quien tuvo amoríos pero que a su vez la desprecia.
Ignacio tratará de ganarse el amor de Lola sobre la base de sacrificios y hazañas descabelladas, que se ven alimentadas por su imaginación y por los comentarios que escucha de los refugiados españoles que se hospedan en el café.

## Elenco
- Luis Felipe Tovar como Ignacio Jurado.
- Ariadna Gil como Lola.
- Alberto Estrella como Gardenia Wilson.
- Julián Pastor como Don Lázaro.